# Fontaine monumentale d'Argentomagus
La fontaine monumentale d'Argentomagus est un vestige gallo-romain  appartenant à l'oppidum éponyme, situé à Saint-Marcel dans le département de l'Indre, en région Centre-Val de Loire.
Le site est inscrit le 5 avril 1990 au titre des monuments historiques.

## Description

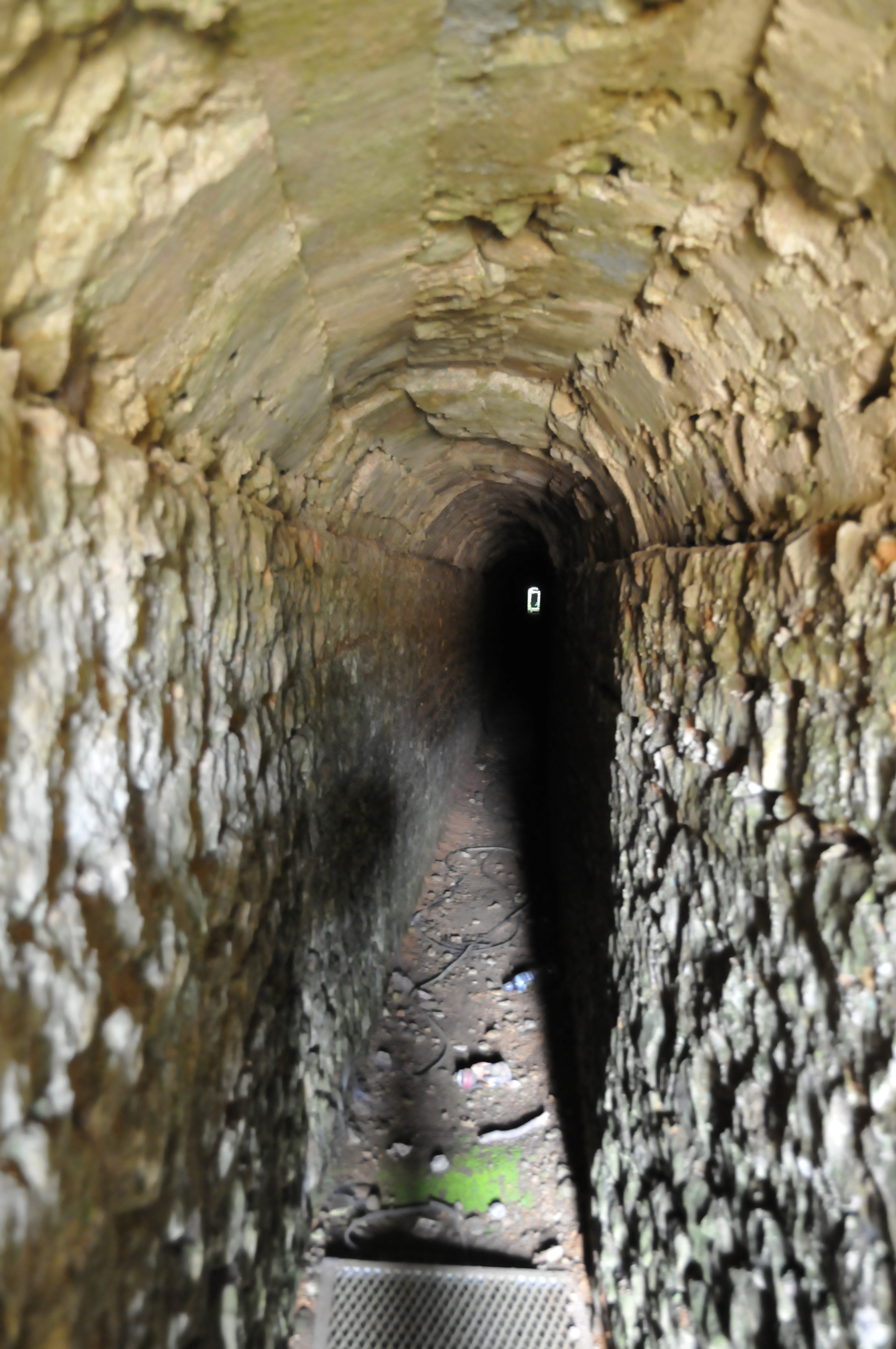
Galerie technique.

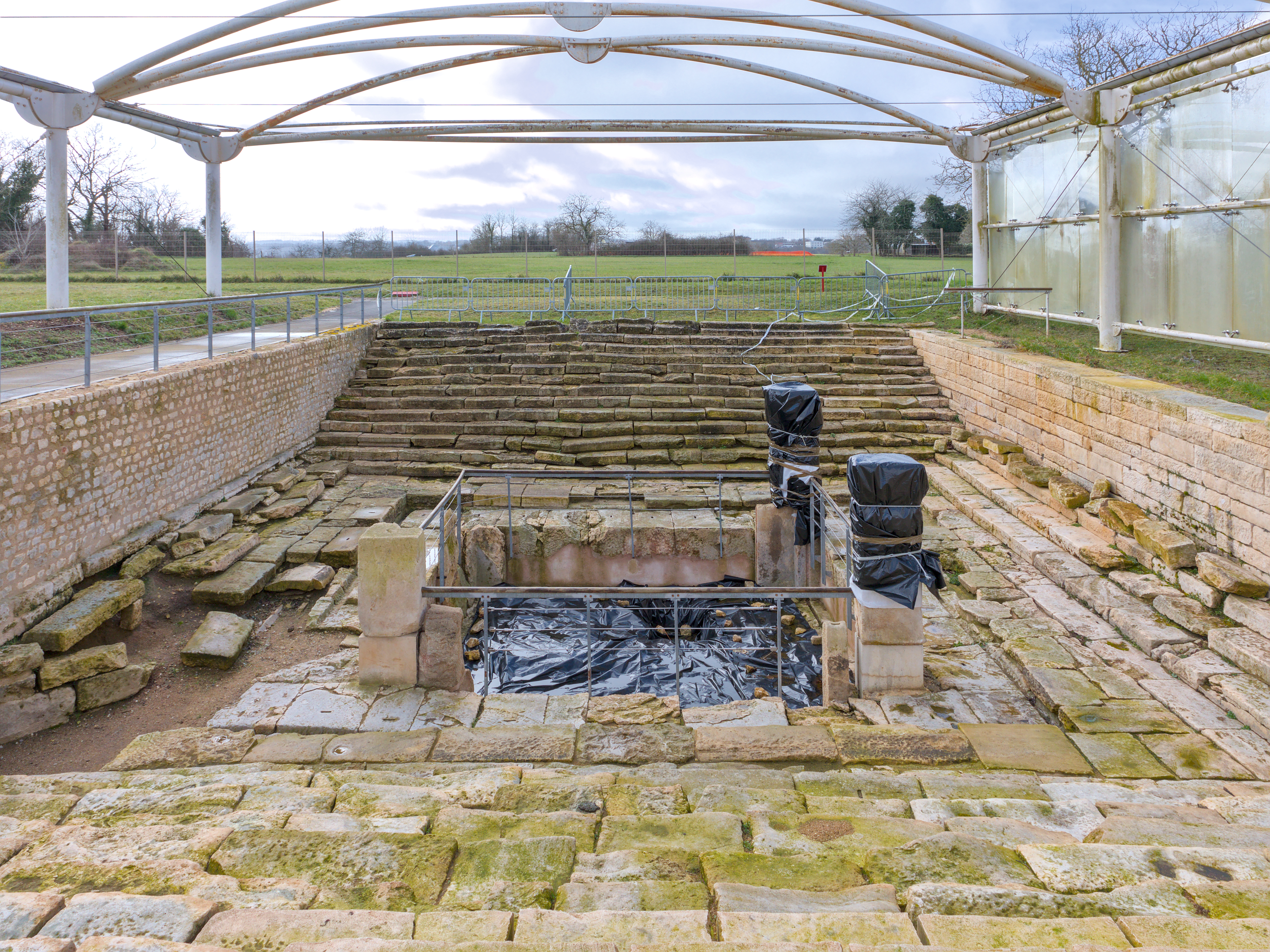
La fontaine en 2025 (travaux de restauration en cours).

La fontaine est découverte fortuitement en mars 1967 par André Brissot. Les fouilles archéologiques  suivent immédiatement la découverte. Elles ont permis de dater l’édifice du troisième quart du premier siècle après Jésus-Christ.
La fontaine monumentale d'Argentomagus mesure 21,50 mètres de long et 12,60 mètres de large. Son bassin est  presque carré (4,43 m sur 4,45 m). Il a été aménagé dans une excavation à 3,90 mètres sous le niveau du sol antique. Sa contenance maximum était de 24 mètres cubes. Quatre piliers dièdres supportaient une toiture couverte de tuiles romaines (imbrex et tegulae). Sur deux des piliers sont conservés des graffiti antiques. Deux volées d'escaliers de quatorze marches chacune permettaient l'accès au bassin. Deux murs parallèles enserrent le monument. Le mur à l'est est réalisé en petit appareil, le mur ouest est constitué d'un grand appareil. À la base de ces deux murs s'alignent trois rangées de marches. Un espace en grand appareil relie les escaliers avec la margelle du bassin. Cette margelle est creusée d'une rigole qui fait le tour du bassin. La pente de la rigole est orientée vers une galerie. 
Une galerie technique voûtée en plein cintre de deux mètres de haut et 70 centimètres de large abritait des tuyaux en bois qui n'ont pas été retrouvés par les archéologues. Seules des frettes en fer ont été découvertes. 
Selon les archéologues, la source qui alimentait le bassin est située à 4,5 kilomètres à l'est d'Argentomagus en rive droite du ruisseau de la Mage.